# Ephedra alata
Ephedra alata, vrsta ljekovite grmolike biljke iz porodice kositerničevki. Rasprostranjena je u pustinjskim krajevima Sahare i Arapskog poluotoka. Biljka je prilagođena da uz malo vlage preživi u tlu koje izgleda isušeno, i ima sličnu strategiju preživljavanja kao i grmlje tamariska.
Pustinjska plemena Sahare tradicionalno je od davnina koriste kao lijek (alkaloid efedrin)